# Traktat w Gandamak
Podpisanie traktatu w Gandamak oficjalnie zakończyło pierwszą fazę drugiej wojny afgańskiej. Afganistan odstąpił różne obszary przygraniczne Wielkiej Brytanii, aby zapobiec najazdowi dalszych obszarów kraju. Traktat został podpisany przez Sir Pierre’a Louisa Napoleona Cavagnari w imieniu Brytyjczyków i emira Jakuba Chana w imieniu Afgańczyków 26 maja 1879.